# تشارلز جوين
تشارلز جون موريس جوين (يُكتب أيضًا جوين ؛  (21 أكتوبر 1822 –  11 فبراير 1894) كان محاميًا وسياسيًا أمريكيًا شغل منصب النائب العام لميريلاند من عام 1875 إلى عام 1883. كان جوين عضوًا في الحزب الديمقراطي كمحامي، كما خدم كأول محامي للولاية في بالتيمور من عام 1852 إلى عام 1856 وعضوًا في مجلس النواب في ماريلاند من بالتيمور في عام 1849.
وُلِد جوين في بالتيمور، وكان والده تاجرًا. بعد التحاقه بجامعة ميريلاند وجامعة برينستون ، تم قبوله في نقابة المحامين في عام 1843 وقضى فترة سنة واحدة في مجلس النواب في عام 1849. كان مندوبًا إلى المؤتمر الذي شكل دستور ماريلاند لعام 1851 [الإنجليزية] وأول محامي ولاية بالتيمور يُنتخب بموجب ذلك الدستور. تولى منصبه في يناير 1852 وخدم لمدة أربع سنوات، ورفض الترشح لإعادة انتخابه في عام 1855 وحل محله ميلتون ويتني الأب. بعد أن عمل كمدعي عام للدولة، عاد إلى القانون، حيث كان المستشار القانوني الرئيسي لشركة السكك الحديدية بالتيمور وأوهايو ومستشارًا لعدة أشخاص وشركات أخرى. انتخب نائباً عاماً لميريلاند في عام 1875 وأعيد انتخابه في عام 1879 . غادر منصبه في عام 1883 وتوفي بسبب الالتهاب الرئوي في منزله في بالتيمور في عام 1894.
وُلِد تشارلز جون موريس جوين في 21 أكتوبر 1822، في بالتيمور ، ماريلاند، لأبيه تشارلز، وهو تاجر، وأمه إليزا. كان لديه ثلاث شقيقات أصغر منه سناً، توفيت جميعهن دون زواج أو أطفال: إليزابيث م، وسارة م، وإميلي آن. التحق بجامعة ماريلاند ، وتخرج من جامعة برينستون عام 1840، ودرس القانون جنبًا إلى جنب مع المحامي والمخترع جون إتش بي لاتروب ‏ .   

## حياته المهنية القانونية والسياسية المبكرة (1843-1856)
تم قبول جوين في نقابة المحامين في عام 1843. بدأت حياته السياسية كعضو في مجلس النواب في ماريلاند من بالتيمور في عام 1849،  حيث خدم جنبًا إلى جنب مع سيدنور س. دونالدسون ، وأوليفر ف. هاك ، وجون مارشال ، وتشارلز س. سبنس .  في العام التالي، أصبح مندوب بالتيمور إلى المؤتمر الذي شكل دستور ماريلاند لعام 1851 [الإنجليزية] . انتخب كأول محامي للولاية في بالتيمور في عام 1851،  هزم مرشح حزب اليمين س. تيكل واليس وتولى منصبه في 5 يناير 1852. أثناء عمله كمدعي عام للدولة، كان ناخبًا لفرانكلين بيرس خلال الانتخابات الرئاسية لعام 1852 . وفي نهاية ولاية بيرس، تم إرسال جوين كدبلوماسي إلى أوروبا. لم يسعَ إلى ولاية ثانية مدتها أربع سنوات؛  (p870)   تولى خليفته ميلتون ويتني الأب منصبه في 8 يناير 1856.